# 邦本宜裕
邦本 宜裕（くにもと たかひろ、1997年10月8日 - ）は、日本の福岡県北九州市若松区出身のプロサッカー選手。中国甲級リーグ・遼寧鉄人足球倶楽部所属。ポジションはフォワード、ミッドフィールダー。

## 経歴
2015年1月2日にアビスパ福岡へ加入した。
アビスパでの公式戦初出場は4月26日のJ2リーグ第9節・FC岐阜戦だった。2016年5月22日、J1リーグ1stステージ第8節の柏レイソル戦でリーグ初得点を決める。2016年はJ1リーグ戦20試合に出場（うち先発は11試合）、天皇杯では2試合で3ゴールを決めた。冨安健洋と共に高い評価を得た。
2017年5月19日、契約条項に違反する秩序風紀を乱す行為があったとして福岡との契約解除が発表された。クラブは詳細を明らかにしていないが、法に触れることではなく、「クラブの中での話」としている。
約7カ月の無所属期間を経て、2018年1月、Kリーグ1の慶南FCが加入を発表した。加入初年度から多くの出場機会を得て35試合出場5得点と結果を残し、クラブのリーグ準優勝と史上初のACL出場権獲得にも貢献した。2019年も同クラブでプレーし、リーグ戦では開幕戦から得点を決め、自身初のACLでは前年度覇者の鹿島アントラーズを相手に決勝点を決めて勝利に導く活躍を見せた。しかしクラブは低迷しリーグ戦では11位となり2部降格となった。
2020年1月9日、Kリーグ2に降格した慶南FCからKリーグ1王者の全北現代モータースに移籍した。
2021年、チームに欠かせない中心選手となり、年間表彰式のKリーグアウォーズで、ベストイレブンは逃したが、MF部門のベストイレブン候補に選出された。クラブは史上初のリーグ5連覇を果たした。
2022年、14試合に出場して4ゴール1アシストを記録し、週間MVP、週間ベストイレブンに3度獲得をし活躍をしていた矢先、7月8日未明に全羅北道の全州市内で酒を飲んで車で自宅へ帰る途中、警察に摘発された。現地の警察当局は「全北現代の日本人選手が飲酒運転で逮捕され、捜査後に帰宅した」と声明を発表。クラブも自動車メーカーの現代自動車が親会社であるため即日、邦本の逮捕に関しての声明を発表した。
そのためKリーグから60日間の出場停止処分を課せられ、さらに7月13日に全北現代との契約が解除された。
2022年7月27日、ポルトガルのカーザ・ピアACに加入したと報じられた。
2022-23シーズン、83年振りに1部リーグに昇格したチームの中で、加入直後から主力選手として起用された。第3節ボアビスタ戦では、ロングパスで決勝点をアシストして、1部リーグにおける83年ぶりの勝利に貢献した。第4節には決勝点を決めた。加入から7試合全試合でスタメン出場で1ゴール2アシストを記録し6位のチームをけん引していた。しかし、2023年1月に名古屋グランパスから相馬勇紀が期限付き移籍で加入するとポジションを奪われる格好となり出場機会が激減した。
2023年8月12日、マレーシア・スーパーリーグ王者でAFCチャンピオンズリーグ2023/24に出場するジョホール・ダルル・タクジムFCと契約したことが発表された。
2024年2月10日、中国甲級リーグ・遼寧鉄人足球倶楽部に完全移籍した。中国プロリーグでは2015年に江蘇国信舜天足球倶楽部でプレーしたエスクデロ競飛王以来の日本人選手となった。2024年シーズン、甲級リーグ25試合に出場し4ゴール7アシストを記録した。このパフォーマンスが評価されて遼寧鉄人と新たに2025年シーズンの契約を結んだ。中国プロリーグで契約延長を勝ち取った日本人選手は楽山孝志以来2人目となる。

## エピソード
- 2019年、ACLの鹿島アントラーズ戦で、右からのクロスを左足ボレーで決めた。この試合を見た元日本代表の内田篤人は「当時、鹿島の強化部長に獲得するよう何度も言った」と打ち明けている[16]。
- 2022-23シーズンにカーザ・ピアACで活躍した際には、地元メディアから「視野が広く、大胆にパスを通す」「今シーズン序盤のカーザ・ピアの驚くべき躍進の最大の立役者、邦本だ」と評された[16]。また、2020年に全北現代モータースで監督だったジョゼ・モライスは「当時から彼が欧州でも成功できる選手だと確信していた」とコメントしている[16]。
- 2024年、韓国の国民健康保険公団（朝鮮語版）が公式サイトで4大保険料（健康保険、国民年金、雇用保険、産業災害補償保険）の高額・常習滞納者1万3688人のリストを公開し、邦本が2021年12月から2022年7月まで8カ月分の健康保険料3130万ウォンを滞納していることが明らかにされた[22]。

## 所属クラブ
- 2015年 - 2017年5月  アビスパ福岡
- 2018年 - 2019年  慶南FC
- 2020年 - 2022年7月  全北現代モータース
- 2022年7月 -  2023年8月  カーザ・ピアAC
- 2023年8月 - 12月  ジョホール・ダルル・タクジムFC
- 2024年 -  遼寧鉄人足球倶楽部

## 個人成績
match played 10 May 2025現在
| Club                           | Season       | League                       | League | League | Cup  | Cup   | League Cup | League Cup | Continental | Continental | Total | Total |
| Club                           | Season       | Division                     | Apps   | Goals  | Apps | Goals | Apps       | Goals      | Apps        | Goals       | Apps  | Goals |
| ------------------------------ | ------------ | ---------------------------- | ------ | ------ | ---- | ----- | ---------- | ---------- | ----------- | ----------- | ----- | ----- |
| アビスパ福岡                   | 2015         | J2リーグ                     | 4      | 0      | 0    | 0     | —          | —          | —           | —           | 4     | 0     |
| アビスパ福岡                   | 2016         | J1リーグ                     | 20     | 1      | 2    | 3     | 6          | 0          | —           | —           | 8     | 4     |
| アビスパ福岡                   | 2017         | J2リーグ                     | 1      | 0      | 0    | 0     | 0          | 0          | —           | —           | 1     | 0     |
| アビスパ福岡                   | Total        | Total                        | 25     | 1      | 4    | 3     | 6          | 0          | —           | —           | 13    | 4     |
| 慶南FC                         | 2018         | Kリーグ1                     | 35     | 5      | 1    | 0     | —          | —          | —           | —           | 36    | 5     |
| 慶南FC                         | 2019         | Kリーグ1                     | 28     | 2      | 1    | 0     | —          | —          | 4           | 2           | 33    | 4     |
| 慶南FC                         | Total        | Total                        | 63     | 7      | 2    | 0     | —          | —          | 4           | 2           | 69    | 9     |
| 全北現代モータース             | 2020         | Kリーグ1                     | 20     | 1      | 4    | 0     | —          | —          | 2           | 0           | 26    | 1     |
| 全北現代モータース             | 2021         | Kリーグ1                     | 20     | 3      | 1    | 0     | —          | —          | 8           | 2           | 29    | 5     |
| 全北現代モータース             | 2022         | Kリーグ1                     | 14     | 4      | 1    | 0     | —          | —          | 3           | 0           | 18    | 4     |
| 全北現代モータース             | Total        | Total                        | 54     | 8      | 6    | 0     | —          | —          | 13          | 2           | 83    | 12    |
| カーザ・ピアAC                 | 2022–23      | プリメイラ・リーガ           | 24     | 1      | 1    | 0     | 1          | 0          | —           | —           | 26    | 1     |
| ジョホール・ダルル・タクジムFC | 2023         | マレーシア・スーパーリーグ   | 4      | 0      | —    | —     | 4          | 2          | 0           | 0           | 8     | 2     |
| 遼寧鉄人足球倶楽部             | 2024         | 中国サッカー・スーパーリーグ | 25     | 4      | 0    | 0     | —          | —          | —           | —           | 25    | 4     |
| Career total                   | Career total | Career total                 | 205    | 24     | 13   | 3     | 11         | 2          | 17          | 4           | 246   | 32    |

## タイトル
全北現代モータース
- Kリーグ1：2020, 2021
- 韓国FAカップ：2020

## 代表
- U-18日本代表
  - SBSカップ 国際ユースサッカー（2015年）
- U-19日本代表
  - バーレーンU-19カップ（2016年）
- U-20日本代表候補（2017年）